# Os Sorrisos do Destino
Vacances portugaises (Os Sorrisos do Destino (título em Portugal) ou Férias Portuguesas (título no Brasil)) é um filme luso-francês realizado por Pierre Kast e escrito por Alain Aptekman, Robert Scipion e Jacques Doniol-Valcroze. Estreou-se em Portugal a 14 de fevereiro de 1964.

## Elenco
- Françoise Prévost como Françoise
- Jean-Pierre Aumont como Jean-Pierre
- Michel Auclair como Michel
- Françoise Arnoul como Mathilde
- Catherine Deneuve como Catherine
- Bernhard Wicki como Bernard
- Barbara Laage como Barbara
- Daniel Gélin como Daniel
- Michèle Girardon como Geneviève
- Jacques Doniol-Valcroze como Jacques
- Françoise Brion como Eléonore
- Jean-Marc Bory como Jean-Marc
- Pierre Vaneck como Pierre